# Finales de la NBA de 1981
Las Finales de la NBA de 1981 fueron las series definitivas de los playoffs de 1981 y suponían la conclusión de la temporada 1980-81 de la NBA, con victoria de Boston Celtics, campeón de la Conferencia Este, sobre Houston Rockets, campeón de la Conferencia Oeste. En el partido se alinearon seis futuros miembros del Basketball Hall of Fame, Nate Archibald, Larry Bird, Kevin McHale y Robert Parish por los Celtics, y Moses Malone y Calvin Murphy por los Rockets.

## Resumen
| Partido | Fecha      | Equipo local    | Resultado | Equipo visitante |
| ------- | ---------- | --------------- | --------- | ---------------- |
| 1       | 5 de mayo  | Boston Celtics  | 98-95     | Houston Rockets  |
| 2       | 7 de mayo  | Boston Celtics  | 90-92     | Houston Rockets  |
| 3       | 9 de mayo  | Houston Rockets | 71-94     | Boston Celtics   |
| 4       | 10 de mayo | Houston Rockets | 91-86     | Boston Celtics   |
| 5       | 12 de mayo | Boston Celtics  | 109-80    | Houston Rockets  |
| 6       | 14 de mayo | Houston Rockets | 91-102    | Boston Celtics   |

Celtics gana las series 4-2

## Enfrentamientos en temporada regular
Durante la temporada regular, los Celtics y los Rockets se vieron las caras en dos ocasiones (la liga la formaban entonces 22 equipos), jugando un encuentro en el Boston Garden y otro en The Summit. Boston ganó ambos partidos.
| 19 de diciembre | Houston Rockets | 109–133 | Boston Celtics |                                 |
|                 |                 |         |                |                                 |
|                 |                 |         |                | Pabellón: Boston Garden, Boston |

| 4 de marzo | Boston Celtics | 108–101 | Houston Rockets |                               |
|            |                |         |                 |                               |
|            |                |         |                 | Pabellón: The Summit, Houston |

## Resumen de los partidos
Los Celtics regresaban a unas Finales cinco temporadas después de derrotar en 1976 a los Phoenix Suns. En 1981 poco se parecía el equipo a aquel que ganó el último anillo. Contaba ahora en sus filas con jugadores de la talla de Larry Bird, Robert Parish y Kevin McHale, un trío que sería conocido como The Big Three, además de buenos hombres de banquillo, como  M.L. Carr, Cedric Maxwell o Nate Archibald, que lo convertían en un conjunto tremendamente compensado. Acabaron la temporada regular en la primera posición del Este, compartido con los Sixers, a quienes derrotarían en las finales de conferencia por un apretado 4-3, en un séptimo partido que ganaron por un único punto, 91-90, tras ir perdiendo la eliminatoria por 3-1.
Por su parte los Rockets acabaron la temporada regular con un discreto balance de 40 victorias y 42 derrotas, pero en los playoffs surgió la figura de Moses Malone, deshaciéndose en primera ronda del vigente campeón, los Lakers, en el séptimo partido de la segunda de los San Antonio Spurs y más cómodamente de los Kansas City Kings en las finales de conferencia. A lo largo de la temporada, Calvin Murphy arrebató dos récords de la NBA al mismo jugador, Rick Barry, el de más tiros libres anotados de forma consecutiva, con 78 por los 60 de Barry, y el de mejor porcentaje en una temporada, con un asombroso 95,8% de efectividad.

### Partido 1
| 5 de mayo                     | Houston Rockets                                             | 95–98                                 | Boston Celtics                                        | |  |  |
| 7:35 p. m. EDT                | Parciales: 29–24, 28–27, 24–25, 14–22                       | Parciales: 29–24, 28–27, 24–25, 14–22 | Parciales: 29–24, 28–27, 24–25, 14–22                 | |  |  |
|                               | Estadísticas Robert Reid 27 Moses Malone 15 Mike Dunleavy 7 | Pts Reb Asts                          | Estadísticas Larry Bird 18 Larry Bird 21 Larry Bird 9 | Pabellón: Boston Garden, Boston Asistencia: 15,320 espectadores Árbitros: - N.º 10 Darell Garretson - N.º 9 John Vanak Televisión: CBS |  |  |
| Boston lidera las series, 1–0 |                                                             |                                       |                                                       | |  |  |
|                               |                                                             |                                       |                                                       | |  |  |

La final se presentaba a priori tremendamente descompensada. No en vano, los Rockets habían perdido los 12 últimos partidos en que se habían enfrentado a los Celtics. En el primer encuentro, disputado en el Boston Garden, llegaron con ventaja de seis puntos al descanso los de Houston, 57-51, pero en un último cuarto memorable por parte de Larry Bird, que acabó el encuentro con 18 puntos, 21 rebotes y 9 asistencias, los Celtics le dieron la vuelta al encuentro, basando gran parte de su éxito en dejar a Moses Malone solo en 13 puntos. Al final, 98-95, y primero punto para los Celtics.

### Partido 2
| 7 de mayo             | Houston Rockets                                                      | 92–90                                 | Boston Celtics                                                                       | |  |  |
| 7:35 p. m. EDT        | Parciales: 22–26, 23–23, 23–19, 24–22                                | Parciales: 22–26, 23–23, 23–19, 24–22 | Parciales: 22–26, 23–23, 23–19, 24–22                                                | |  |  |
|                       | Estadísticas Moses Malone 31 Moses Malone 15 3 jugadores, 3 cada uno | Pts Reb Asts                          | Estadísticas Larry Bird 19 Larry Bird 21 Nate Archibald, Gerald Henderson 4 cada uno | Pabellón: Boston Garden, Boston Asistencia: 15,320 espectadores Árbitros: - N.º 11 Jake O'Donnell - N.º 4 Ed T. Rush Televisión: CBS |  |  |
| Series empatadas, 1–1 |                                                                      |                                       |                                                                                      | |  |  |
|                       |                                                                      |                                       |                                                                                      | |  |  |

Pero en el segundo encuentro Malone vilvió a ser el que era, consiguiendo 31 puntos y 15 rebotes. Bill Willoughby aportó 14 saliendo desde el banquillo, maquillando en parte la mala actuación de los tiradores del equipo, con un Robert Reid negado (0 de 7 lanzamientos) y un Calvin Murphy discreto (4 de 13). el base reserva Allen Leavell anotó la última canasta que daba la victoria a los Rockets por 92-90, empatando a uno la eliminatoria. Bird volvió a liderar a los Celtics con 19 puntos y 21 rebotes.

### Partido 3
| 9 de mayo                     | Boston Celtics                                             | 94–71                                 | Houston Rockets                                                      | |  |  |
| 2:35 p. m. CDT                | Parciales: 21–17, 20–13, 24–18, 29–23                      | Parciales: 21–17, 20–13, 24–18, 29–23 | Parciales: 21–17, 20–13, 24–18, 29–23                                | |  |  |
|                               | Estadísticas Cedric Maxwell 19 Larry Bird 13 Larry Bird 10 | Pts Reb Asts                          | Estadísticas Moses Malone 23 Moses Malone 15 3 jugadores, 2 cada uno | Pabellón: The Summit, Houston, Texas Asistencia: 16,121 espectadores Árbitros: - N.º 9 John Vanak - N.º 12 Earl Strom Televisión: CBS |  |  |
| Boston lidera las series, 2–1 |                                                            |                                       |                                                                      | |  |  |
|                               |                                                            |                                       |                                                                      | |  |  |

Las series se trasladaron al Summit de Houston. Allí Reid se encargó de parar a Larry Bird, que solo pudo conseguir 3 canastas para 8 puntos en total. Pero esa noche los Celtics no necesitaron a su estrella, ya que hasta 6 jugadores anotaron más de 10 puntos, con Cedric Maxwell liderándolos a todos con 19. Los Rockets solo anotaron 3 de 17 intentos en el segundo cuarto, poniéndose 17 abajo, diferencia que ya no pudieron recortar. Al final, victoria para Boston por 94-71 sobre los Rockets, que lograron la peor anotación en un partido de Finales de la NBA desde que los Syracuse Nationals consiguieran 71 en las finales de 1955.

### Partido 4
| 10 de mayo            | Boston Celtics                                                | 86–91                                 | Houston Rockets                                               | |  |  |
| 12:05 p. m. CDT       | Parciales: 26–26, 24–24, 17–25, 19–16                         | Parciales: 26–26, 24–24, 17–25, 19–16 | Parciales: 26–26, 24–24, 17–25, 19–16                         | |  |  |
|                       | Estadísticas Cedric Maxwell 24 Cedric Maxwell 14 Larry Bird 7 | Pts Reb Asts                          | Estadísticas Mike Dunleavy 28 Moses Malone 22 Tom Henderson 9 | Pabellón: The Summit, Houston, Texas Asistencia: 16,121 espectadores Árbitros: - N.º 10 Darell Garretson - N.º 4 Ed T. Rush Televisión: CBS |  |  |
| Series empatadas, 2–2 |                                                               |                                       |                                                               | |  |  |
|                       |                                                               |                                       |                                                               | |  |  |

Reid continuó con su pegajosa defensa sobre bird en el cuarto encuentro, volviendo a dejarle en 8 puntos, mientras él conseguía 19. La estrella del partido fue Mike Dunleavy Sr., que consiguió 28 puntos, lo que unidos a los 24 y 22 rebotes de Malone hicieron que la eliminatoria se empatara a 2. Una de las claves del encuentro fueron los rebotes ofensivos, ya que los Rockets lograron 28. Al final, 91-86 en el marcador.

### Partido 5
| 12 de mayo                    | Houston Rockets                                              | 80–109                                | Boston Celtics                                                | |  |  |
| 9:05 p. m. EDT                | Parciales: 19–34, 18–25, 18–18, 25–32                        | Parciales: 19–34, 18–25, 18–18, 25–32 | Parciales: 19–34, 18–25, 18–18, 25–32                         | |  |  |
|                               | Estadísticas Moses Malone 20 Moses Malone 11 Allen Leavell 6 | Pts Reb Asts                          | Estadísticas Cedric Maxwell 28 Cedric Maxwell 15 Larry Bird 8 | Pabellón: Boston Garden, Boston Asistencia: 15,320 espectadores Árbitros: - N.º 12 Earl Strom - N.º 22 Paul Mihalik - N.º 7 Joe Gushue (alternativo) Televisión: CBS |  |  |
| Boston lidera las series, 3–2 |                                                              |                                       |                                                               | |  |  |
|                               |                                                              |                                       |                                                               | |  |  |

A pesar de que en la fase regular los Rockets acabaron con un balance negativo, 40-42, se encontraban en ese momento a dos partidos de conseguir el anillo. Eso provocó que Moses Malone se creciera, y declarara antes del quinto encuentro que los Celtics no eran tan buenos, y que podía coger a otros cuatro chavales de Petersburg, su ciudad natal, y él, y derrotarles. Los hombres de Bill Fitch no necesitaron más motivación. Bird siguió negado en ataque, pero surgió la figura de Cedric Maxwell, que con 28 puntos y 15 rebotes lideró a su equipo para una contundente victoria por 109-80.

### Partido 6
| 14 de mayo                  | Boston Celtics                                             | 102–91                                | Houston Rockets                                                                   | |  |  |
| 9:05 p. m. CDT              | Parciales: 25–24, 28–23, 29–20, 20–24                      | Parciales: 25–24, 28–23, 29–20, 20–24 | Parciales: 25–24, 28–23, 29–20, 20–24                                             | |  |  |
|                             | Estadísticas Larry Bird 27 Larry Bird 13 Nate Archibald 12 | Pts Reb Asts                          | Estadísticas Robert Reid 27 Moses Malone 16 Tom Henderson, Robert Reid 5 cada uno | Pabellón: The Summit, Houston, Texas Asistencia: 16,121 espectadores Árbitros: - N.º 11 Jake O'Donnell - N.º 14 Jack Madden Televisión: CBS |  |  |
| Boston gana las series, 4–2 |                                                            |                                       |                                                                                   | |  |  |
|                             |                                                            |                                       |                                                                                   | |  |  |

Todavía con la motivación extra que produjeron las palabras de Malone, los Celtics se presentaron en el Summit dispuestos a no llegar a un séptimo partido. Así, llegaron al comienzo del último cuarto con una ventaja que parecía ya insalvable, 84-67, pero los Celtics pasaron cinco minutos sin anotar una canasta, lo que aprovecharon los Rockets liderados por Calvin Murphy, consiguiendo 13 puntos consecutivos para dejar la diferencia en 4. Pero ene se momento Bird rompió su mala racha, y con dos lanzamientos de media distancia, uno de ellos de tres puntos finiquitaron el partido, logrando los Celtics su decimocuarto anillo de la NBA.